# Tom Snyder
Tom Snyder (1949) è un animatore, sceneggiatore e produttore televisivo statunitense.
È noto soprattutto per aver ideato la tecnica d'animazione Squigglevision, utilizzata per la prima volta nella serie animata Dr. Katz, Professional Therapist con Jonathan Katz.

## Biografia
Snyder si è laureato allo Swarthmore College e come educatore è stato inserito nella Hall of Fame della Association of Educational Publishers. 

## Carriera
I suoi lavori educativi comprendono la serie animata Science Court e software per computer come FASTT Math. Dopo la dimissione come presidente della Tom Snyder Productions, ha lavorato alla composizione musicale e alla scrittura.
Nel 2011, Snyder ha nuovamente collaborato con Jonathan Katz per creare la webserie animata ExplosionBus.com. Nel 2016 ha pubblicato una nuova categoria di audiolibri chiamata AudioMusical. Il suo primo AudioMusical si intitola Is Anyone All Right? ed è stato distribuito da Audible.com.